# Фрај Бернардино де Сагун, Сиудад Сагун (Тепеапулко)
Фрај Бернардино де Сагун, Сиудад Сагун (шп. Fray Bernardino de Sahagún, Ciudad Sahagún) насеље је у Мексику у савезној држави Идалго у општини Тепеапулко. Насеље се налази на надморској висини од 2466 м.

## Становништво
Према подацима из 2010. године у насељу је живело 28556 становника.

### Хронологија
| Година       | 2000                  | 2005                  | 2010                  |
| ------------ | --------------------- | --------------------- | --------------------- |
| Становништво | 28231 (13556 / 14675) | 28609 (13673 / 14936) | 28556 (13580 / 14976) |

### Попис
| \| \| м \| \| \| ж \| \| 0—2 \| 664 \| \| \| 606 \| \| 3—5 \| 659 \| \| \| 703 \| \| 6—11 \| 1.578 \| \| \| 1.492 \| \| 12—14 \| 766 \| \| \| 692 \| \| 15—17 \| 735 \| \| \| 715 \| \| 18—24 \| 1.571 \| \| \| 1.580 \| \| 60+ \| 1.560 \| \| \| 1.714 \| \| Просек : \| 30,9 \| \| \| 32,5 \| |       |  |  |       |
| |       |  |  |       |
| | м     |  |  | ж     |
| 0—2 | 664   |  |  | 606   |
| 3—5 | 659   |  |  | 703   |
| 6—11 | 1.578 |  |  | 1.492 |
| 12—14 | 766   |  |  | 692   |
| 15—17 | 735   |  |  | 715   |
| 18—24 | 1.571 |  |  | 1.580 |
| 60+ | 1.560 |  |  | 1.714 |
| Просек : | 30,9  |  |  | 32,5  |

| #   | Индикатор                                                                                        | Вредност |
| --- | ------------------------------------------------------------------------------------------------ | -------- |
| 1   | Становништво од 0 до 2 године                                                                    | 1270     |
| 2   | Мушко становништво од 0 до 2 године                                                              | 664      |
| 3   | Женско становништво од 0 до 2 године                                                             | 606      |
| 4   | Становништво са 3 и више година                                                                  | 27051    |
| 5   | Мушко становништво са 3 и више година                                                            | 12799    |
| 6   | Женско становништво са 3 и више година                                                           | 14252    |
| 7   | Становништво са 5 и више година                                                                  | 26154    |
| 8   | Мушко становништво са 5 и више година                                                            | 12355    |
| 9   | Женско становништво са 5 и више година                                                           | 13799    |
| 10  | Становништво са 12 и више година                                                                 | 22619    |
| 11  | Мушко становништво са 12 и више година                                                           | 10562    |
| 12  | Женско становништво са 12 и више година                                                          | 12057    |
| 13  | Становништво са 15 и више година                                                                 | 21161    |
| 14  | Мушко становништво са 15 и више година                                                           | 9796     |
| 15  | Женско становништво са 15 и више година                                                          | 11365    |
| 16  | Становништво са 18 и више година                                                                 | 19711    |
| 17  | Мушко становништво са 18 и више година                                                           | 9061     |
| 18  | Женско становништво са 18 и више година                                                          | 10650    |
| 19  | Становништво од 3 до 5 година                                                                    | 1362     |
| 20  | Мушко становништво од 3 до 5 година                                                              | 659      |
| 21  | Женско становништво од 3 до 5 година                                                             | 703      |
| 22  | Становништво од 6 до 11 година                                                                   | 3070     |
| 23  | Мушко становништво од 6 до 11 година                                                             | 1578     |
| 24  | Женско становништво од 6 до 11 година                                                            | 1492     |
| 25  | Становништво од 8 до 14 година                                                                   | 3533     |
| 26  | Мушко становништво од 8 до 14 година                                                             | 1838     |
| 27  | Женско становништво од 8 до 14 година                                                            | 1695     |
| 28  | Становништво од 12 до 14 година                                                                  | 1458     |
| 29  | Мушко становништво од 12 до 14 година                                                            | 766      |
| 30  | Женско становништво од 12 до 14 година                                                           | 692      |
| 31  | Становништво од 15 до 17 година                                                                  | 1450     |
| 32  | Мушко становништво од 15 до 17 година                                                            | 735      |
| 33  | Женско становништво од 15 до 17 година                                                           | 715      |
| 34  | Становништво од 18 до 24 године                                                                  | 3151     |
| 35  | Мушко становништво од 18 до 24 године                                                            | 1571     |
| 36  | Женско становништво од 18 до 24 године                                                           | 1580     |
| 37  | Женско становништво од 15 до 49 година                                                           | 7957     |
| 38  | Становништво са 60 и више година                                                                 | 3274     |
| 39  | Мушко становништво са 60 и више година                                                           | 1560     |
| 40  | Женско становништво са 60 и више година                                                          | 1714     |
| 41  | Однос између мушкараца и жена                                                                    | 90.68    |
| 42  | Становништво од нуле до 14 година                                                                | 7160     |
| 43  | Становништво од 15 до 64 године                                                                  | 18946    |
| 44  | Становништво од 65 година и више                                                                 | 2215     |
| 45  | Просечан број деце                                                                               | 2.16     |
| 46  | Становништво рођено у ентитету                                                                   | 19807    |
| 47  | Мушко становништво рођено у ентитету                                                             | 9437     |
| 48  | Женско становништво рођено у ентитету                                                            | 10370    |
| 49  | Становништво рођено у другом ентитету                                                            | 8303     |
| 50  | Мушко становништво рођено у другом ентитету                                                      | 3916     |
| 51  | Женско становништво рођено у другом ентитету                                                     | 4387     |
| 52  | Становништво од 5 година и више резидентно у ентитету у јуну 2005. године                        | 24348    |
| 53  | Мушко становништво старосног доба од 5 година и више, резидентно у ентитету у јуну 2005. године  | 11386    |
| 54  | Женско становништво старосног доба од 5 и више година, резидентно у ентитету у јуну 2005. године | 12962    |
| 55  | Становништво од 5 година и више које је живело у другом ентитету у јуну 2005. године             | 1391     |
| 56  | Мушко становништво старије од 5 година које је живело у другом ентитету у јуну 2005. године      | 702      |
| 57  | Женско становништво старије од 5 година које је живело у другом ентитету у јуну 2005. године     | 689      |
| 58  | Становништво од 3 године и више које говори аутохтони језик                                      | 144      |
| 59  | Мушко становништво старо 3 године и више које говори аутохтони језик                             | 78       |
| 60  | Женско становништво старо 3 године и више које говори аутохтони језик                            | 66       |
| 61  | Становништво од 3 године и више које говори аутохтони језик и не говори шпански језик            | 0        |
| 62  | Мушко становништво старо 3 године и више које говори аутохтони језик и не говори шпански         | 0        |
| 63  | Женско становништво старо 3 године и више које говори аутохтони језик и не говори шпански језик  | 0        |
| 64  | Становништво старо 3 године и више које говори аутохтони језик и шпански                         | 122      |
| 65  | Мушко становништво старо 3 године и више које говори аутохтони језик и шпански                   | 63       |
| 66  | Женско становништво старо 3 године и више које говори аутохтони језик и шпански                  | 59       |
| 67  | Становништво од 5 година и више које говори аутохтони језик                                      | 144      |
| 68  | Становништво од 5 година и више које говори аутохтони језик и не говори шпански језик            | 0        |
| 69  | Становништво од 5 година и више које говори аутохтони језик и говори шпански језик               | 122      |
| 70  | Становништво у домородачким домаћинствима                                                        | 372      |
| 71  | Становништво са ограничењима у активностима                                                      | 1443     |
| 72  | Становништво са ограниченим ходањем или кретањем, горе или доле                                  | 815      |
| 73  | Становници са ограничењима вида, чак и уз кориштење сочива                                       | 445      |
| 74  | Становништво са ограничењима говора, комуникације или конверзације                               | 129      |
| 75  | Становништво са ограниченим слухом                                                               | 255      |
| 76  | Становништво са ограничењима при одевању, купању или јелу                                        | 76       |
| 77  | Становништво са ограничењима у опажању или учењу једноставних ствари                             | 88       |
| 78  | Становништво са менталним ограничењима                                                           | 104      |
| 79  | Становништво без ограничења активности                                                           | 26820    |
| 80  | Становништво од 3 до 5 година које не похађа школу                                               | 580      |
| 81  | Мушко становништво од 3 до 5 година које не похађа школу                                         | 288      |
| 82  | Женско становништво од 3 до 5 година које не похађа школу                                        | 292      |
| 83  | Становништво од 6 до 11 година које не похађа школу                                              | 45       |
| 84  | Мушко становништво од 6 до 11 година које не похађа школу                                        | 27       |
| 85  | Женско становништво од 6 до 11 година које не похађа школу                                       | 18       |
| 86  | Становништво од 12 до 14 година које не похађа школу                                             | 38       |
| 87  | Мушко становништво од 12 до 14 година које не похађа школу                                       | 23       |
| 88  | Женско становништво од 12 до 14 година које не похађа школу                                      | 15       |
| 89  | Становништво од 15 до 17 година похађа школу                                                     | 1208     |
| 90  | Мушко становништво од 15 до 17 година похађа школу                                               | 603      |
| 91  | Женско становништво између 15 и 17 година живота у школи                                         | 605      |
| 92  | Становништво од 18 до 24 године похађа школу                                                     | 1309     |
| 93  | Мушко становништво од 18 до 24 године похађа школу                                               | 686      |
| 94  | Женско становништво од 18 до 24 године похађа школу                                              | 623      |
| 95  | Становништво од 8 до 14 година које не може да чита и пише                                       | 36       |
| 96  | Мушко становништво старосног доба од 8 до 14 година које не може да чита и пише                  | 22       |
| 97  | Женско становништво старосног доби од 8 до 14 година које не може да чита и пише                 | 14       |
| 98  | Становништво од 15 година и више које је неписмено                                               | 549      |
| 99  | Мушко становништво од 15 година и више које је неписмено                                         | 150      |
| 100 | Женско становништво од 15 година и више које је неписмено                                        | 399      |
| 101 | Становништво старо 15 и више година без школовања                                                | 604      |
| 102 | Мушко становништво старо 15 и више година без школовања                                          | 185      |
| 103 | Женско становништво старо 15 и више година без школовања                                         | 419      |
| 104 | Становништво старосног доба 15 и више година са непотпуним основним образовањем                  | 1246     |
| 105 | Мушко становништво старосног доба од 15 година и више са непотпуном основним образовањем         | 475      |
| 106 | Женско становништво старосног доба 15 и више година са непотпуном основним образовањем           | 771      |
| 107 | Становништво старо 15 и више година са комплетним основним образовањем                           | 2620     |
| 108 | Мушко становништво старо 15 година и више са комплетним основним образовањем                     | 1100     |
| 109 | Женско становништво старо 15 и више година са комплетним основним образовањем                    | 1520     |
| 110 | Становништво старосног доба 15 и више година са непотпуним средњим образовањем                   | 700      |
| 111 | Мушко становништво старосног доба од 15 година и више са непотпуним средњим образовањем          | 373      |
| 112 | Женско становништво старосног доба од 15 година и више са непотпуним средњим образовањем         | 327      |
| 113 | Становништво старо 15 и више година са пуним секундарном образовањем                             | 4880     |
| 114 | Мушко становништво старосног доба од 15 година и више са пуним секундарном образовањем           | 2367     |
| 115 | Женско становништво старосног доба од 15 година и више са пуним секундарном образовањем          | 2513     |
| 116 | Становништво старије од 18 година са постосновним образовањем                                    | 10122    |
| 117 | Мушко становништво старије од 18 година са постосновним образовањем                              | 4901     |
| 118 | Женско становништво старије од 18 година са постосновним образовањем                             | 5221     |
| 119 | Просечна оцена школовања                                                                         | 10.24    |
| 120 | Просечан ниво образовања мушке популације                                                        | 10.54    |
| 121 | Просечан ниво образовања женског становништва                                                    | 9.97     |
| 122 | Економски активно становништво                                                                   | 11651    |
| 123 | Економски активна мушка популација                                                               | 6993     |
| 124 | Економски активна женска популација                                                              | 4658     |
| 125 | Становништво које није економски активно                                                         | 10933    |
| 126 | Мушко становништво које није економски активно                                                   | 3552     |
| 127 | Женско становништво које није економски активно                                                  | 7381     |
| 128 | Запослено становништво                                                                           | 10405    |
| 129 | Запослено мушко становништво                                                                     | 6131     |
| 130 | Запослено женско становништво                                                                    | 4274     |
| 131 | Незапослена популација                                                                           | 1246     |
| 132 | Незапослена мушка популација                                                                     | 862      |
| 133 | Незапослена женска популација                                                                    | 384      |
| 134 | Становништво без права на здравствене услуге                                                     | 8669     |
| 135 | Становништво које има право на здравствене услуге                                                | 19638    |
| 136 | Становништво које има право на ИМСС                                                              | 13669    |
| 137 | Становништво које има право на социјално осигурање                                               | 1839     |
| 138 | Становништво које има право на државно социјално осигурање                                       | 59       |
| 139 | Становништво које има право на опште осигурање или здравствено осигурање за нову генерацију      | 3815     |
| 140 | Становништво које је било једном или није било у браку током 12 година и више                    | 7568     |
| 141 | Венчано или уједињено становништво од 12 година и више                                           | 12431    |
| 142 | Становништво које је било у браку или уједињено 12 година и више                                 | 2592     |
| 143 | Становништво са католичком религијом                                                             | 23818    |
| 144 | Протестанти, еванђелисти и библијски следбеници различити од еванђелиста                         | 2819     |
| 145 | Становништво са другим религијама различитим од претходних                                       | 40       |
| 146 | Становништво без религије                                                                        | 1096     |
| 147 | Укупно пописаних домаћинства                                                                     | 7930     |
| 148 | Пописна домаћинства на челу са мушкарцима                                                        | 5735     |
| 149 | Пописна домаћинства на челу са женама                                                            | 2195     |
| 150 | Становништво у пописним домаћинствима                                                            | 28334    |
| 151 | Становништво у пописним домаћинствима на челу са мушкарцима                                      | 21588    |
| 152 | Становништво у пописним домаћинствима на челу са женама                                          | 6746     |
| 153 | Укупно домаћинстава                                                                              | 10992    |
| 154 | Укупно насељених домаћинстава                                                                    | 8004     |
| 155 | Укупно приватних кућа                                                                            | 10918    |
| 156 | Насељени приватни домови                                                                         | 7930     |
| 157 | Укупно насељених приватних кућа                                                                  | 8004     |
| 158 | Ненасељене приватне куће                                                                         | 2253     |
| 159 | Појединачна домаћинства за привремену употребу                                                   | 735      |
| 160 | Становници у насељеним приватним кућама                                                          | 28334    |
| 161 | Насељеност станара у приватним становима                                                         | 3.57     |
| 162 | Просечно становника по соби у приватним насељеним домаћинствима                                  | 0.81     |
| 163 | Појединачна домаћинства са подовима од различитих материјала од земље                            | 7846     |
| 164 | Појединачна домаћинства у приземљу                                                               | 68       |
| 165 | Појединачна домаћинства са једном спаваћом собом                                                 | 1840     |
| 166 | Појединачна домаћинства са две спаваће собе и више                                               | 6082     |
| 167 | Појединачна домаћинства са једним собом                                                          | 138      |
| 168 | Појединачна домаћинства са две собе                                                              | 596      |
| 169 | Појединачна домаћинства са 3 собе и више                                                         | 7178     |
| 170 | Појединачна домаћинства која имају електрично светло                                             | 7901     |
| 171 | Појединачна домаћинства која немају електрично светло                                            | 23       |
| 172 | Појединачна домаћинства која имају водоводну воду у стамбеном простору                           | 7784     |
| 173 | Појединачна домаћинства која немају водоводну воду у стамбеном простору                          | 132      |
| 174 | Појединачна домаћинства која имају тоалет                                                        | 7873     |
| 175 | Појединачна домаћинства која имају канализацију                                                  | 7832     |
| 176 | Појединачна домаћинства која немају канализацију                                                 | 85       |
| 177 | Појединачна домаћинства која имају електрично светло, довод воде из јавне мреже и канализацију   | 7738     |
| 178 | Појединачна домаћинства без икаквих услова                                                       | 28       |
| 179 | Појединачна домаћинства која имају радио                                                         | 7282     |
| 180 | Појединачна домаћинства која имају телевизор                                                     | 7756     |
| 181 | Појединачна домаћинства која имају фрижидер                                                      | 7229     |
| 182 | Појединачна домаћинства која имају машину за веш                                                 | 6106     |
| 183 | Појединачна домаћинства која имају аутомобил или комби                                           | 4639     |
| 184 | Појединачна домаћинства која имају рачунар                                                       | 3063     |
| 185 | Појединачна домаћинства која имају фиксну телефонску линију                                      | 4673     |
| 186 | Појединачна домаћинства која имају мобилни телефон                                               | 3862     |
| 187 | Појединачна домаћинства која имају приступ интернету                                             | 2126     |
| 188 | Величина локације                                                                                | 8        |